# Jean Signovert
Jean Signovert est un artiste peintre, dessinateur et graveur abstrait classé dans l'École de Paris, né le 24 avril 1919 à Paris, où il est mort le 6 avril 1981.

## Biographie
Orphelin de père, le jeune Jean Signovert prépare un brevet de mécanicien, qu'il obtient en 1939, tout en fréquentant l'atelier d'Abel Renault qui l'initie à la gravure. Tout s'interrompt en 1939 avec la Seconde Guerre mondiale, pour laquelle il est mobilisé, et ne reprend qu'en 1943 avec l'entrée à l'École des beaux-arts de Saint-Étienne.
C'est son ami Roger Chastel, rencontré en 1946, qui présente Jean Signovert à Aimé Maeght, lequel l'expose immédiatement et durablement dans sa nouvelle galerie. Maîtrisant le dessin et la gravure, mais aussi d'un tempérament de « parigot blagueur et tendre attirant naturellement les amitiés », Signovert pénètre rapidement tant le monde des artistes (Georges Braque, Jacques Villon, Henri Laurens, Alberto Giacometti, Nicolas de Staël, Alexander Calder, Roger Bissière, Jean Arp...) que celui des écrivains (Francis Ponge, Pierre Reverdy, René Char...). En même temps que se constitue à la Galerie Maeght un groupe de jeunes peintres et sculpteurs abstraits que Maeght exposera régulièrement sous le nom de Les mains éblouies et où, à Jean Signovert, se joignent Pierre Dmitrienko, Bernard Quentin, Serge Rezvani, Robert Baudinière, Raymond Mason et Jacques Lanzmann, la galerie lance une revue périodique intitulée Derrière le miroir, dont le responsable est alors Jacques Kober et dont le n°59, publié en 1957, sera enrichi de lithographies originales de Jean Signovert. Jacques Kober, Jean Signovert et Pierre Golendorf entreprennent alors ensemble la création des Éditions Réclame Paris qui, quoique d'une vie éphémère (1948-1950), éditent Paul Éluard, Eugène Guillevic et Aimé Césaire.
En même temps qu'il développe son œuvre, Jean Signovert se consacre, sur la presse à bras de son atelier, à tirer les gravures de Georges Braque, Jean Arp, Maurice Estève, Serge Poliakoff ou Olivier Debré, entre autres.
En 1980, il est nommé professeur à l'École nationale supérieure des beaux-arts, fonction qu'il n'a malheureusement pas le temps d'exercer, décédant peu après l'ouverture de son atelier. Lors de son inhumation, c'est son ami Jacques Busse qui prononce l'éloge du disparu : « L'artiste professionnel qu'il eut à cœur de se montrer toute sa vie dut, pendant de longues années, mettre son talent de graveur au service de grands aînés ou de compagnons plus favorisés. Non seulement il n'en conçut jamais de rancœur, mais il reconnut toujours avec bonheur que sa connaissance de la gravure lui avait, d'une part facilité les conditions matérielles de sa vie d'artiste, d'autre part apporté de nombreuses amitiés précieuses ».

## Expositions personnelles
- Galerie La Citadella, Ascona, 1950.
- Musée des beaux-arts de Poitiers, 1950.
- Galerie Jeanne Bucher, Paris, 1953.
- Galerie Diderot, Paris, 1955.
- Galerie Ex-Libris, Bruxelles, 1955.
- Galerie Hans Rodvin, Anvers, 1958.
- La Hune, Paris, 1963.
- Galerie Melisa, Lausanne, 1965.
- Atelier d'encadrement René Houziaux, Paris, octobre-novembre 1965.
- Galerie Parnasse, Paris, 1970.
- Galerie Anne Colin, Paris, 1972.
- Maison de la culture de Bourges, 1972.
- Musée Tavet-Delacour, Pontoise, 1973.
- Galerie Prouté, Paris, 1974.
- Galerie Christiane Colin, Paris, 1975.
- Galerie Arcadia, Paris, 1978.
- Hommage à Jean Signovert, Musée Tavet-Delacour, Pontoise, 1982.
- Galerie Callu Mérite, Paris, 1990.

## Expositions collectives
- Salon des moins de trente ans, Paris, 1946, 1947.
- Les mains éblouies, Galerie Maeght, Paris, 1946, 1947, 1948, 1950.
- Le noir est une couleur, Galerie Maeght, Paris, 1946, 1947.
- Jeune Peinture, Galerie Drouant-David, 1947.
- Salon de mai, Paris, de 1947 à 1971.
- Salon des réalités nouvelles, Paris, à partir de 1948.
- Salon des jeunes peintres, galerie Beaux-Arts, 149, Faubourg Saint-Honoré, Paris, 1950 (catalogue préfacé par Pierre Descargues).
- Sur quatre murs, galerie Maeght, Paris, 1950.
- Les mains éblouies, Hugo Gallery, New York, 1950.
- Tendances, galerie Maeght, Paris, 1951, 1952.
- École de Paris, Londres, 1952.
- IIe Biennale de São Paulo, 1953.
- Abstracts: An exhibition of sculptures, paintings ans constructions including works by students of the Department of Fine Arts and Robert Adams, Stephen Gilbert, Barbara Hepworth, Kenneth Martin, Mary Martin, Ben Nicholson, Victor Pasmore, Nicolas Schoeffer, Jean Signovert, Hatton Gallery, Newcastle upon Tyne, 1956.
- Collections de la galerie d'art contemporain du Musée de Saint-Étienne: Alexandre Garbell, André Marchand, Jean Signovert..., avril 1963.
- Jean Signovert, Claude Maréchal, centre culturel Valéry-Larbaud, Vichy, 1980.
- Cinquante livres illustrés depuis 1947, BNF, salle Mortreuil, mars-avril 1988[6].
- De Bonnard à Baselitz, dix ans d'enrichissements du Cabinet des estampes, Bibliothèque nationale de France, 1992[7].
- Abstraction-création, art concret, art non figuratif, réalités nouvelles, 1946-1965, Galerie Drouart, Paris, novembre 2008 - janvier 2009[8].
- De Cumo Amiet à Zao Wou-Ki, le fonds d'estampes Pierre et Nane Cailler, musée de Pully, février-avril 2013[9].
- Modernist prints - Marc Chagall, Le Corbusier, Aristide Maillol, Henri Matisse, Pablo Picasso, Georges Rouault, Jean Signovert, Paxson Gallery, Montana Museum of Art and Culture, Université du Montana, Missoula, octobre 2013 - février 2014[10].
- Dessins de nus, des abstractions de 1930 à 1950 - Jean Bertholle, Roger Chastel, Maurice Crozet, André Derain, Roger-Edgar Gillet, Georges Kars, Nelly Marez-Darley, Jean Signovert, Galerie Marie-Robin, Paris, mars-avril 2018[11].

## Livres illustrés
- Gaston Bachelard, Paul Éluard, Jean Lescure, Henri Mondor, Francis Ponge, René de Solier, Tristan Tzara, Paul Valéry, A la gloire de la main, eaux-fortes de Christine Boumeester, Roger Chastel, Pierre Courtin, Sylvain Durand, Jean Fautrier, Marcel Fiorini, Albert Flocon, Henri Goetz, Léon Prébandier, Germaine Richier, Jean Signovert, Raoul Ubac, Roger Vieillard, Jacques Villon, Gérard Vulliamy, Albert-Edgar Yersin, édité « aux dépens d'un amateur », Paris, 1949[12].
- Milarépa, Textes tibétains du XIe siècle, gravures originales de Georges Braque et Jean Signovert, éditions Maeght, 1950.
- Francis Ponge, Le Lézard, eaux-fortes originales de Jean Signovert, Éditions Jeanne Bucher, 1953 (présentation en la galerie Jeanne Bucher le 30 octobre 1953).
- André Frénaud, Le tombeau de mon père, eaux-fortes originales de Maurice Estève tirées par Jean Signovert sur sa presse à bras, éditions Galanis, 1964.
- Platon, Parménide, traduit du grec par Pierre Albert-Birot, gravures originales de Serge Poliakoff imprimées par Jean Signovert, éditions La Rose des vents, Paris, 1964.

## Médailles
Jean Signovert a créé pour la Monnaie de Paris des médailles en hommages aux artistes peintres Jean Fautrier, Georges Braque, Alberto Magnelli, Robert Fontené et Roger Chastel.

## Réception critique
- « Peintre et graveur, Jean Signovert fut avant tout un chercheur. S'il collabore avec Braque, Arp, Poliakoff, Estève et Chastel dans le domaine de l'estampe, il tire pour lui-même des leçons de composition, tantôt guidé par la rigueur géométrique, tantôt poussé par la fantaisie des formes et des couleurs. » - Gérald Schurr[13]
- « C'est dans les centaines de planches qu'il a gravées que l'on trouve le plus pur de son art. Continuateur d'une rigueur de tradition française, il a voulu perpétuer l'acquis du cubisme et de l'abstraction dans des articulations aisées de formes nobles, que la discipline du noir et blanc défend de l'accidentel, mais que sensibilise la somptuosité de la technique dominée. L'austérité du noir et blanc qu'il s'imposait en gravure, parce que pour lui la gravure c'était d'abord le trait, c'était avec jubilation qu'il s'en évadait dans ses peintures, puisque la peinture c'était la surface. » - Jacques Busse[2]

## Prix et distinctions
- Prix Fénéon, 1950.

## Musées
- Musée national d'art moderne, Paris.
- Chalcographie du musée du Louvre.
- Cabinet des estampes de la Bibliothèque nationale de France[7].
- Bibliothèque d'art et d'archéologie, Paris[14].
- Musée Tavet-Delacour, Pontoise.
- Musée de Cambrai.
- Musée des beaux-arts de Tourcoing.
- Fonds national d'art contemporain.
- Guilde internationale de la gravure, Genève.
- Musée d'art de Pully (Suisse)[15].
- Victoria and Albert Museum, Londres.
- Centre de la gravure et de l'image imprimée, La Louvière[16].
- Musées municipaux de la Hollande septentrionale.
- Museum of Modern Art, New York[17].
- University of Michigan Museum of Art, Ann Arbor[18].
- Museum of Modern Art, Kamakura & Hayama (en).

## Collections publiques
- Mobilier national et Manufacture des Gobelins, de Beauvais et de la Savonnerie, Paris.
- Secrétariat général du gouvernement, Paris.
- Ministère de l'Éducation nationale, Paris.
- Ministère des Affaires étrangères, Paris.
- Ministère délégué aux relations avec le Parlement, Paris.
- Direction centrale de la police judiciaire, Paris.
- Direction zonale de CRS Paris, Vélizy-Villacoublay.
- Chambre régionale des comptes d'Alsace, Strasbourg.
- Ambassade de France à Kinshasa.
- Ambassade de France à Aden.
- Musée d'art de Pully (Suisse).
- Bentley Historical Library (en), université du Michigan à Ann Arbor.

## Collections privées
- Fabiola de Mora y Aragón.
- Pierre Cailler[9].
- Walter Strachan[19]